# Grubovia
Grubovia es un género de plantas fanerógamas con tres especies pertenecientes a la familia Amaranthaceae. Es originario de Asia central.

## Taxonomía
El género fue descrito por Freitag & G.Kadereit y publicado en Taxon 60(1), p. 51-78. 2011.

## Especies
- Grubovia dasyphylla (Fisch. & C. A. Mey.) Freitag & G. Kadereit
- Grubovia krylovii (Litv.) Freitag & G. Kadereit
- Grubovia melanoptera (Bunge) Freitag & G. Kadereit